# Joseph Mugenyi Sabiiti
Joseph Mugenyi Sabiiti (* 9. Mai 1948 in Nyansozi) ist ein ugandischer römisch-katholischer Geistlicher und emeritierter Weihbischof in Fort Portal.

## Leben
Joseph Mugenyi Sabiiti empfing am 1. Juni 1975 die Priesterweihe.
Papst Johannes Paul II. ernannte ihn am 2. Januar 1999 zum Weihbischof in Fort Portal und Titularbischof von Maximiana in Numidia. Der Bischof von Fort Portal, Paul Lokiru Kalanda, spendete ihm am 24. April desselben Jahres die Bischofsweihe; Mitkonsekratoren waren Deogratias Muganwa Byabazaire, Bischof von Hoima, und John Baptist Odama, Erzbischof von Gulu.
Papst Franziskus nahm am 8. Juni 2023 seinen altersbedingten Rücktritt an.